# كوينز
كوينز (بالإنجليزية: Queens)‏ هي أكبر الأحياء الخمسة في مدينة نيويورك، المتاخم جغرافياً لبروكلين على الطرف الغربي للونغ آيلند. بالتزامن مع مقاطعة كوينز منذ 1899، يعتبر قسم كوينز ثاني أكبر الأحياء اكتظاظاً بالسكان (بعد بروكلين)، بعدد سكان 2,358,582 نسمة في 2017ا يقارب 48% منهم مواليد أجانب. كذلك تعتبر مقاطعة كوينز ثاني أكثر مقاطعات ولاية نيويورك اكتظاظاً بالسكان، بعد مقاطعة بروكلين المجاورة، والتي تتزان مع قسم بروكلين. كوينز هي رابع أكثر المقاطعات من حيث الكثافة السكانية في نيويورك، وكذلك في الولايات المتحدة؛ ولو كان كل قسم بمدينة نيويورك مدينة مستقلة، فستكون كوينز رابع أكثر المدن اكتظاظاً بالسكان على مستوى البلاد، بعد لوس أنجلس، شيكاغو، وبروكلين. تعتبر كوينز أيضاً أكثر منطقة حضرية متنوعة عرقياً في العالم.
السمات المختلفة التي تميز ضواحي كوينز تعكسها تنوع الوحدات السكانية التي تتراوح بين المباني السكنية المرتفعة، خاصة في المناطق الشرقية والوسطى من كوينز ذات الكثافة السكانية العالية، مثل جاكسون هايتس، فلشينگ، أستوريا، ولونگ آيلاند سيتي، إلى منازل العائلة الواحدة المستلقة الضخمة، والشائعة في المنطقة الشرقية من الحي، في الضواحي ذات التخطيط الأكثر تحضراً مثل مقاطعة ناساو المجاورة، وكذلك ليتل نك، دوگلاستون، وبايسايد.
تتمتع كوينز بثاني أكبر اقتصاد والأكثر تنوعاً ضمن الأحياء الخمسة بمدينة نيويورك؛ يضم الحي اثنين من أزحمة ثلاث مطارات منطقة مدينة نيويورك الحضرية (ومن المطارات الرئيسية في عموم مدينة نيويورك)، مطار جون إف كينيدي الدولي ومطار لاگوارديا. هذان المطاران من أزحم المطارات في العالم، لأن المجال الجوي فوق كوينز هو الأكثر ازدحاماً في البلاد. ومن المعالم الرئيسية في كوينز منتزه فلشينگ-ميدوز - الذي يضم فريق نيويورك متس للبيسبول وملاعب كوفمان أسوتريا التي تقام فيها بطولة أمريكا المفتوحة للتنس ‏، استديوهات سيلڤركپ، وقناة راكتراك المائية.
تأسست كوينز عام 1683 كواحدة من المقاطعات الإثنى عشر الأصلية في نيويورك ‏ وأعيد تسميتها على اسم الأميرة البرتغالية كاثرين من براگنزا (1638–1705)، التي كانت في ذلك الوقت ملكة إنگلترة، اسكتلندا وأيرلندا. أصبحت كوينز إحدى أقسام مدينة نيويورك 1898. من 1683 حتى 1899، أصبحت مقاطعة كوينز تشمل مقاطعة ناساو.